# Diane Ladd

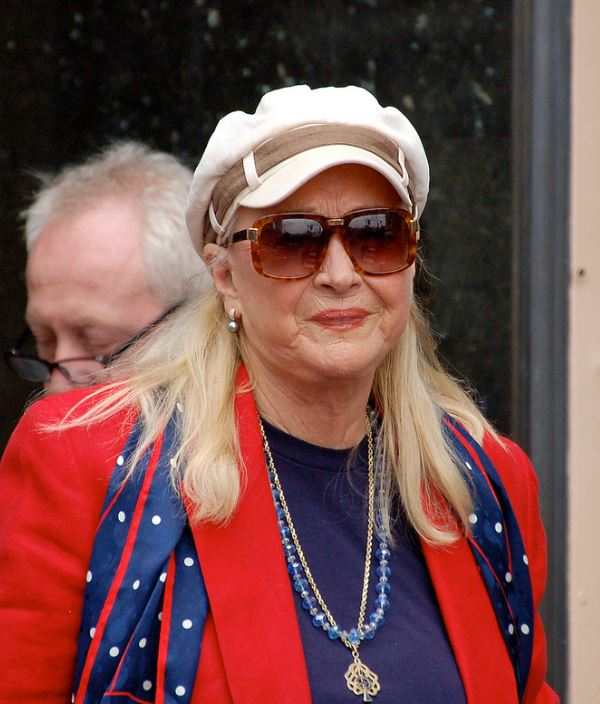
Diane Ladd 2013.

Diane Ladd 1976.

Diane Ladd, ursprungligen Rose Diane Ladnier, född 29 november 1935 i Meridian, Mississippi, är en amerikansk skådespelare.

## Biografi
Diane Ladd arbetade först som sekreterare och modell. Hon filmdebuterade 1961 och fick sitt stora genombrott 1974 i rollen som servitrisen Flo i Alice bor inte här längre, för vilken hon nominerades för en Oscar för bästa kvinnliga biroll. Detta pris har hon nominerats till ytterligare två gånger för biroller i filmerna Wild at Heart och Natten med Rose.
I sitt första äktenskap var hon gift med skådespelaren Bruce Dern. Hon är mor till Laura Dern.

## Filmografi (urval)
- 1961 – Den grymma staden
- 1966 – De vilda änglarna
- 1970 – WUSA
- 1973 – Kör hårt McKlusky
- 1974 – Chinatown
- 1974 – Alice bor inte här längre
- 1983 – Sweetwater
- 1989 – Ett päron till farsa firar jul
- 1990 – Wild at Heart
- 1991 – Natten med Rose
- 1991 – En kyss före döden
- 1993 – En buse till pappa
- 1996 – Citizen Ruth
- 1998 – Route 66
- 2000 – 28 dagar
- 2005 – Citronträd & motorolja
- 2015 – Joy

## Teater

### Roller
| År   | Roll           | Produktion                                               | Regi           | Teater                             |
| ---- | -------------- | -------------------------------------------------------- | -------------- | ---------------------------------- |
| 1968 | Alma Sue Bates | Carry Me Back to Morningside Heights Robert Alan Aurthur | Sidney Poitier | John Golden Theatre, New York, USA |